# Norm Dicks
Norman DeValois "Norm" Dicks, född 16 december 1940 i Bremerton, Washington, är en amerikansk demokratisk politiker. Han representerade delstaten Washingtons sjätte distrikt i USA:s representanthus 1977–2013.
Dicks studerade vid University of Washington. Han avlade 1963 kandidatexamen och 1968 juristexamen. Han var medarbetare åt senator Warren Magnuson 1968-1976.
Kongressledamoten Floyd Hicks kandiderade inte till omval i kongressvalet 1976. Dicks vann valet och efterträdde Hicks i representanthuset i januari 1977.